# Новосёлка (Емильчинский район)
Новосёлка (укр. Новосілка) — село на Украине, находится в Емильчинском районе Житомирской области.
Код КОАТУУ — 1821780803. Население по переписи 2001 года составляет 107 человек. Почтовый индекс — 11255. Телефонный код — 4149. Занимает площадь 0,477 км².

## История
В 1946 году указом ПВС УССР село Нейдорф переименовано в Новосёлку.

## Адрес местного совета
11252, Житомирская область, Емильчинский р-н, с. Берёзовка, ул. Центральная, 7